# Hey You (chanson de Madonna)
Pour les articles homonymes, voir Hey You.
Hey You (Hé toi!) est une chanson pop, écrite par Madonna et produite par Madonna et Pharrell Williams pour promouvoir le Live Earth en 2007 et apparaît sur la compilation du même nom regroupant des chansons du concert du 7 juillet 2007.
Le 17 mai 2007, la chanson avait été disponible au téléchargement dans un format MP3 et WMA sur MSN et Microsoft donnait 25 000 000$ pour le premier million de téléchargements à l'organisme "Alliance for Climate Protection et ce pendant une semaine, désormais le titre est disponible sur les plateformes de téléchargement tels que iTunes.
Madonna a chanté la chanson au Wembley Stadium de Londres le 7 juillet 2007 ainsi que Ray of Light, Hung Up. et La Isla Bonita (Lela Pala Tute) en duo avec Eugene Hütz et Serge du groupe "Gogol Bordello"

## Clip vidéo
La vidéo a été mise sur pied par les Suédois Johan Söderberg et Marcus Lindkvist. Söderberg qui avait déjà dirigé la vidéo remixée de Sorry pour le Confessions Tour et fit le montage pour les clips de Sorry et Hung Up et quelques séquences du documentaire "I'm Going to Tell You a Secret".
Aucune séquence ne montre des images de la chanteuse laissant place à d'autres cultures et ethnies, comme pour "Sorry" on y voit les Leaders mondiaux ainsi que les différentes sources du réchauffement planétaire (But premier qui est de promouvoir le Live Earth), la vidéo fit sa première sur le site même du live earth (liveearthviewing.com) et sur les différentes chaînes mondiales d'MTV le 15 juin 2007.
- Directeurs : Johan Söderberg et Marcus Lindkvist
- Producteur : Sarah Grey
- Producteurs exécutif : Dilly Gent et Kit Hawkins
- Montage : Johan Söderberg et Marcus Lindkvist
- Graphismes : Sandberg & Timonen
- Compagnie productrice : Renck Akerlund Films

## Versions
- Hey You 4:16

## Classements
| Pays                         | Meilleure position |
| ---------------------------- | ------------------ |
| Argentine (Top 100)          | 98                 |
| Brésil                       | 76                 |
| Canada                       | 57                 |
| République tchèque (Airplay) | 9                  |
| Pologne                      | 47                 |
| Suède                        | 57                 |
| Suisse                       | 57                 |
| Lettonie                     | 33                 |
| Royaume-Uni                  | 187                |